# Santa Rosa Caxtlahuaca
Santa Rosa Caxtlahuaca är en ort i Mexiko.   Den ligger i kommunen Santiago Juxtlahuaca och delstaten Oaxaca, i den sydöstra delen av landet, 260 km söder om huvudstaden Mexico City. Santa Rosa Caxtlahuaca ligger 1 729 meter över havet och antalet invånare är 1 028.
Terrängen runt Santa Rosa Caxtlahuaca är huvudsakligen kuperad, men åt nordost är den bergig. Santa Rosa Caxtlahuaca ligger nere i en dal som går i nord-sydlig riktning. Runt Santa Rosa Caxtlahuaca är det ganska glesbefolkat, med 43 invånare per kvadratkilometer. Närmaste större samhälle är Santiago Juxtlahuaca, 3,6 km norr om Santa Rosa Caxtlahuaca. I omgivningarna runt Santa Rosa Caxtlahuaca växer huvudsakligen savannskog.